# Rigibertus (Mainz)
Rigibertus († 724), auch Richbert, Regebert(us) oder Rigibert, war von 708 bis 724 Bischof von Mainz.
Über Herkunft und Familie des Rigibertus ist nichts bekannt. Verschiedene Schriftzeugnisse erlauben allerdings eine relativ sichere Datierung seines Wirkens in den Anfang des 8. Jahrhunderts. So wird beispielsweise ein Regebertus in einer heute verlorengegangenen Weiheinschrift einer Kapelle im Dorf Nilkheim bei Aschaffenburg (und damit im Gebiet des Mainzer Sprengels) als Regebertus Pontifex Moguntiacensis und somit als Mainzer Bischof genannt. In der Fachliteratur wird diese Inschrift meistens in die Zeit zwischen 711 und 716 datiert und als authentisch angesehen.
Rigibertus taucht als Mainzer Bischof wiederholt in meist im 12. Jahrhundert gefälschten Urkunden auf, denen in Fachkreisen jedoch ein historisch korrekter Kern zugebilligt wird. So wird in einer gefälschten Urkunde zur Gründung des St. Peterskloster in Erfurt, deren Aussteller der merowingische Frankenkönig Dagobert III. gewesen sein soll, behauptet, dass diese im Beisein des Mainzer Bischofs Rigibertus ausgestellt wurde. Trotz der erwiesenen Fälschung der Urkunde im Mittelalter gilt die Verbindung eines Bischofs Rigibertus mit dem Erfurter Raum, der später zum Mainzer Bistum gehörte, als sicher.
Eine Urkunde des 12. Jahrhunderts zur Gründung des Altmünsterklosters durch die heilige Bilhildis bezeichnet einen gewissen Rigiberto als Onkel der Klostergründerin, von dem sie das Grundstück erwarb. Indizien wie beispielsweise die Zeugenliste der Urkunde legen aber die Vermutung nahe, dass hier faktisch richtige Inhalte der Originalurkunde übernommen wurden.